# Scoventa Verlag
Der Scoventa Verlag ist ein deutscher Kleinverlag für Sachbücher mit Sitz in Bad Vilbel bei Frankfurt am Main.
Der Name des Verlags ist ein Kofferwort aus dem italienischen Verb scovare („aufspüren, finden“) und dem lateinischen adventare („ankommen“).

## Bücher und Autoren (Auswahl)
Das erste Buch des Verlags erschien 2009, das war der evolutionspsychologische Ratgeber Wie du mir von Claudia Szczesny-Friedmann.
2013 wurde Das kleine Buch vom Krebs von Wolf-Dietrich Beecken veröffentlicht, ein Ratgeber für Krebspatienten und deren Angehörige.
2017 erschien der erste Titel einer Reihe von Übersetzungen von Büchern des finnischen Otava-Verlags: Finnlands Dirigenten von Vesa Sirén. Die finnische Originalausgabe hatte 2010 den Finlandia-Sachbuchpreis erhalten. Die deutsche Ausgabe wurde übersetzt von Roman Schatz und dem Komponisten Benjamin Schweitzer. Ebenfalls 2017 erschien Finnlands Geschichte von Henrik Meinander, eine in populärwissenschaftlichem Stil gehaltene Publikation, die finnische Originalausgabe erschienen 2006. Beide Buch-Übersetzungen wurden durch die Aue-Stiftung unterstützt, Anlass war das 100-jährige Jubiläum der finnischen Unabhängigkeit.